# Đại bách khoa toàn thư Xô Viết

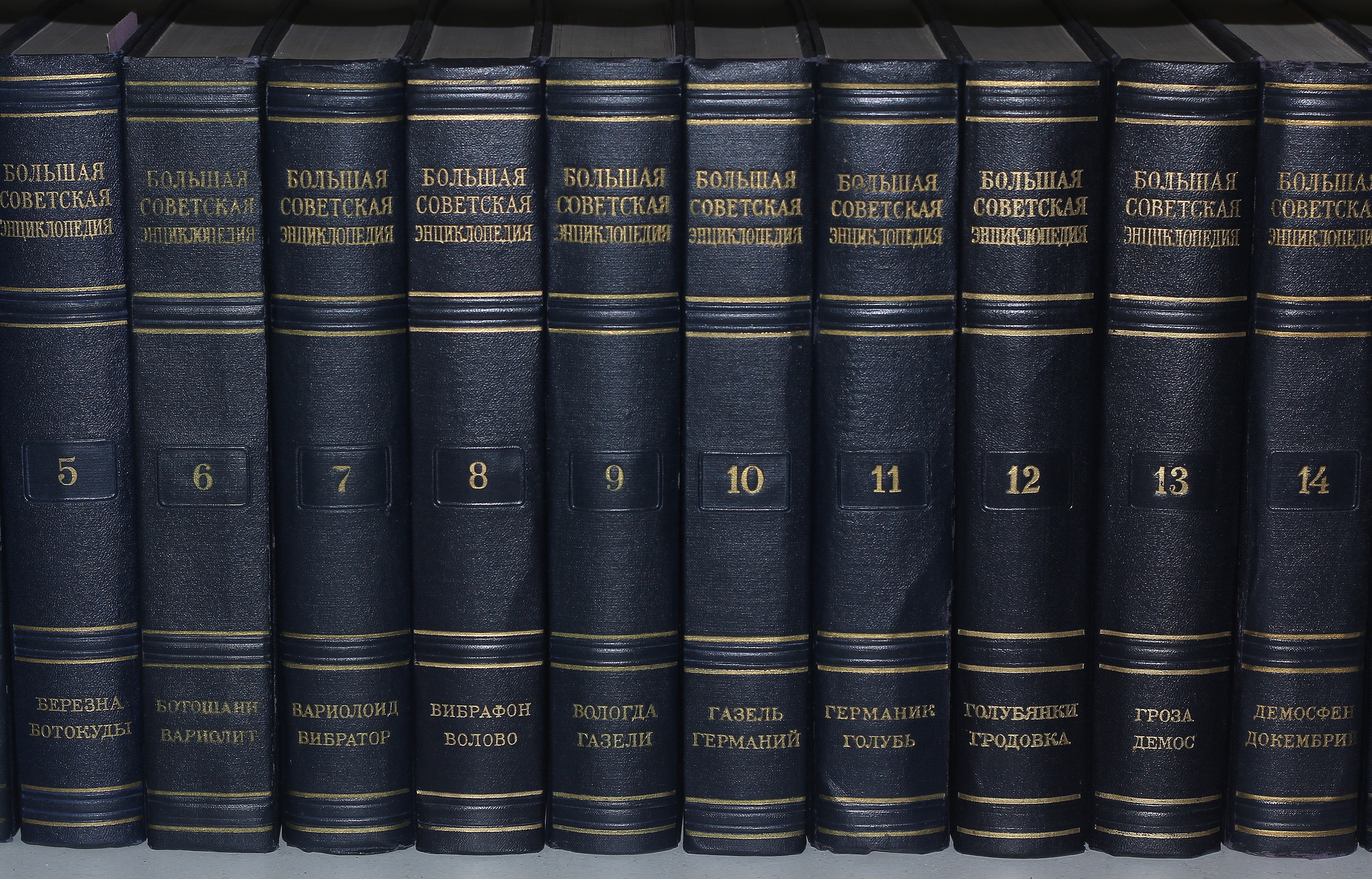
1950-1958

Đại bách khoa toàn thư Xô Viết hay Đại bách khoa toàn thư Liên Xô, tiếng Nga: Большая советская энциклопедия; viết tắt БСЭ, là bộ bách khoa toàn thư nổi tiếng nhất của Liên Xô. Bộ sách được phát hành từ năm 1926 (ấn phẩm đầu tiên của ấn bản đầu tiên) đến năm 1990 (cuốn sách mới nhất) của nhà xuất bản "Bách khoa toàn thư Xô viết". Ngày nay tổ chức kế thừa là nhà xuất bản Đại bách khoa toàn thư Nga, tiếng Nga: Большая Российская энциклопедия .

## Các ấn bản
Bộ sách phát hành ba ấn bản :
1. Phiên bản đầu tiên (1926-1947) có tổng cộng 65 tập và một tập riêng cho chủ đề "СССР" (Liên bang Xô viết) không có số;
2. Ấn bản thứ hai (1949-1958) có tổng cộng 49 tập, và tập 50 "СССР" (Liên bang Xô viết), tập bổ sung 51, và tập 52 "Алфавитный указатель" (Bảng chỉ mục ABC) trong hai cuốn sách (1960);
3. Ấn bản lần thứ ba (1969-1978) có tổng cộng 30 tập, trong đó tập 24 được xuất bản thành hai cuốn: cuốn thứ hai là cuốn sách bổ sung "СССР" (Liên bang Xô viết), và một cuốn sách bổ sung "Алфавитный именной указатель" (Bảng chỉ mục tên ABC) không có số (1981).

Ấn bản lần thứ ba là một trong những bách khoa toàn thư bao quát rộng nhất được phát hành trên thế giới, với khoảng 100 nghìn bài viết và khoảng 35 nghìn minh họa, và được đưa lên dạng trực tuyến Большая Советская Энциклопедия Online.